# Megapiranha paranensis
Megapiranha paranensis ist eine ausgestorbene Süßwasserfischart aus Südamerika. Die Art ist der erste fossil nachgewiesene Sägesalmler (Serrasalmidae).

## Entdeckung
Die Zähne von Megapiranha paranensis wurden 2009 vom Paläontologen Alberto Luis Cione und seinem Team bei Ausgrabungen in Entre Ríos am Rio Paraná in Argentinien gefunden. Gefunden wurden allein seine Prämaxillen und Zähne, der Rest des Körpers konnte nur errechnet werden.

## Beschreibung
Megapiranha paranensis wurde geschätzt zwischen 95 und 128 Zentimeter lang, erreichte also in etwa das Vierfache der Körperlänge der heutigen Piranhas. Vergleichbar mit diesen Größen sind omnivore und herbivore Sägesalmler wie Colossoma macroponum und Piaractus brachypomus.
Das Zickzackmuster seiner Zähne nimmt eine intermediäre Stellung zwischen den heutigen Piranhas mit den einreihigen Schneidezähnen und dem herbivoren Pacu mit zweireihigen Schneidezähnen ein.
Anhand seiner Zähne lässt sich nicht mit Sicherheit sagen, ob sich Megapiranha paranensis carnivor oder herbivor ernährt hat.

## Systematik
Anhand statistischer Vergleichsmethoden wie der Maximalen Sparsamkeit stellte sich heraus, dass die Gattung Megapiranha das Schwestertaxon der Piranha-Klade, bestehend aus den Gattungen Pygopristis, Pygocentrus, Pristobrycon und Serrasalmus ist und sich unabhängig von dieser Klade entwickelte.